# Villa Grimaldi (Sampierdarena)
Villa Grimaldi, nota anche come la Fortezza, è una storica dimora nobiliare del quartiere genovese di Sampierdarena, costruita nel Cinquecento per la famiglia Grimaldi.
L'appellativo di "Fortezza" con cui è conosciuta è dovuto alla sua massiccia e severa struttura, con pochi decori esterni, circostanza che non ne pregiudica tuttavia l'aspetto monumentale. Il termine si pone anche in contrapposizione con gli appellativi "Bellezza" e "Semplicità" attribuiti rispettivamente alle adiacenti ville Imperiale e Lercari Sauli.

## Storia

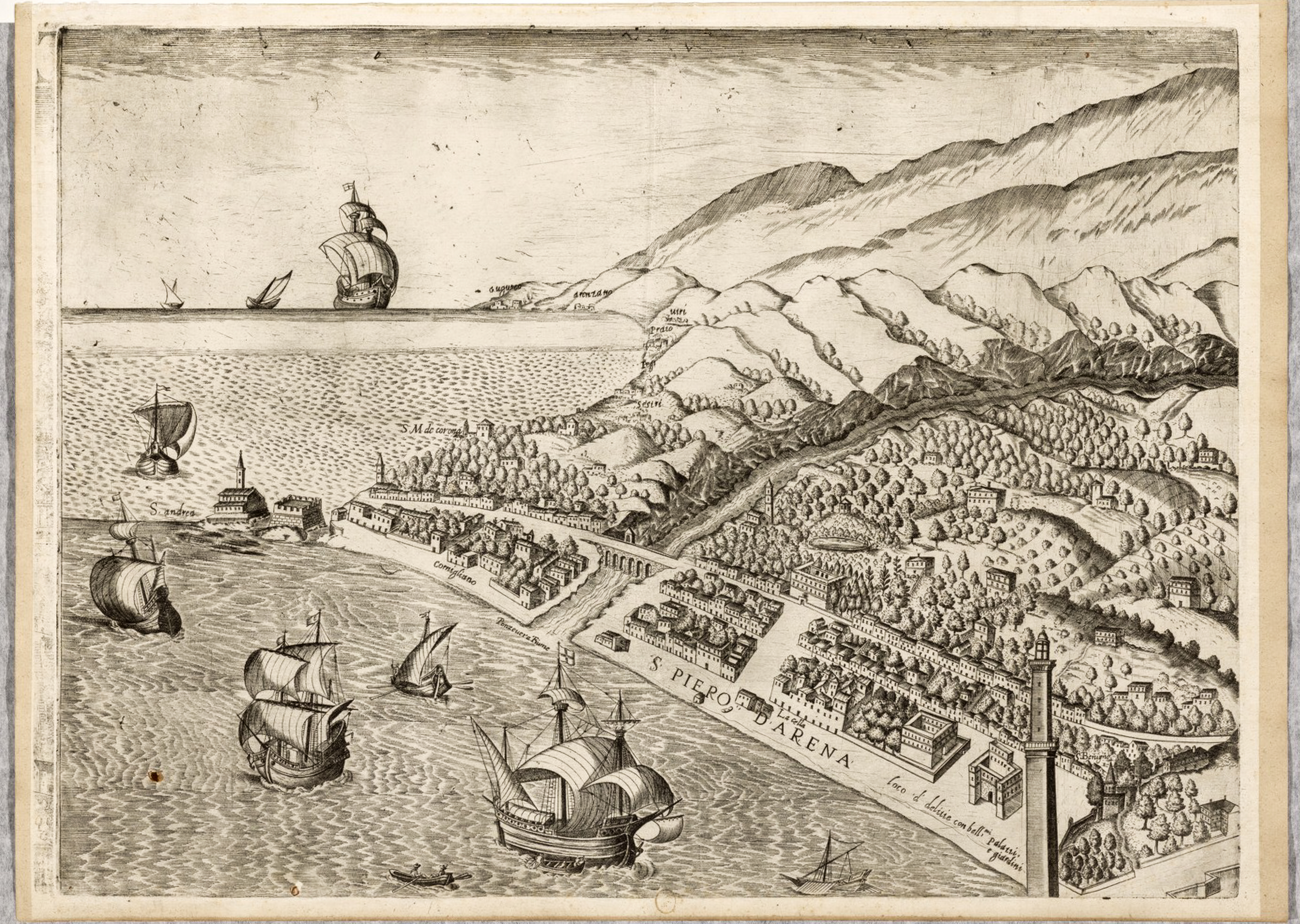
Il borgo in una mappa del 1637 di Alessandro Baratta, il luogo era così rinomato che il cartografo riportò sulla spiaggia la notazione: "loco di delizie con bellissimi palazzi e giardini". Si scorgono la villa Pallavicino Gardino, Villa Imperiale Scassi e Villa Grimaldi

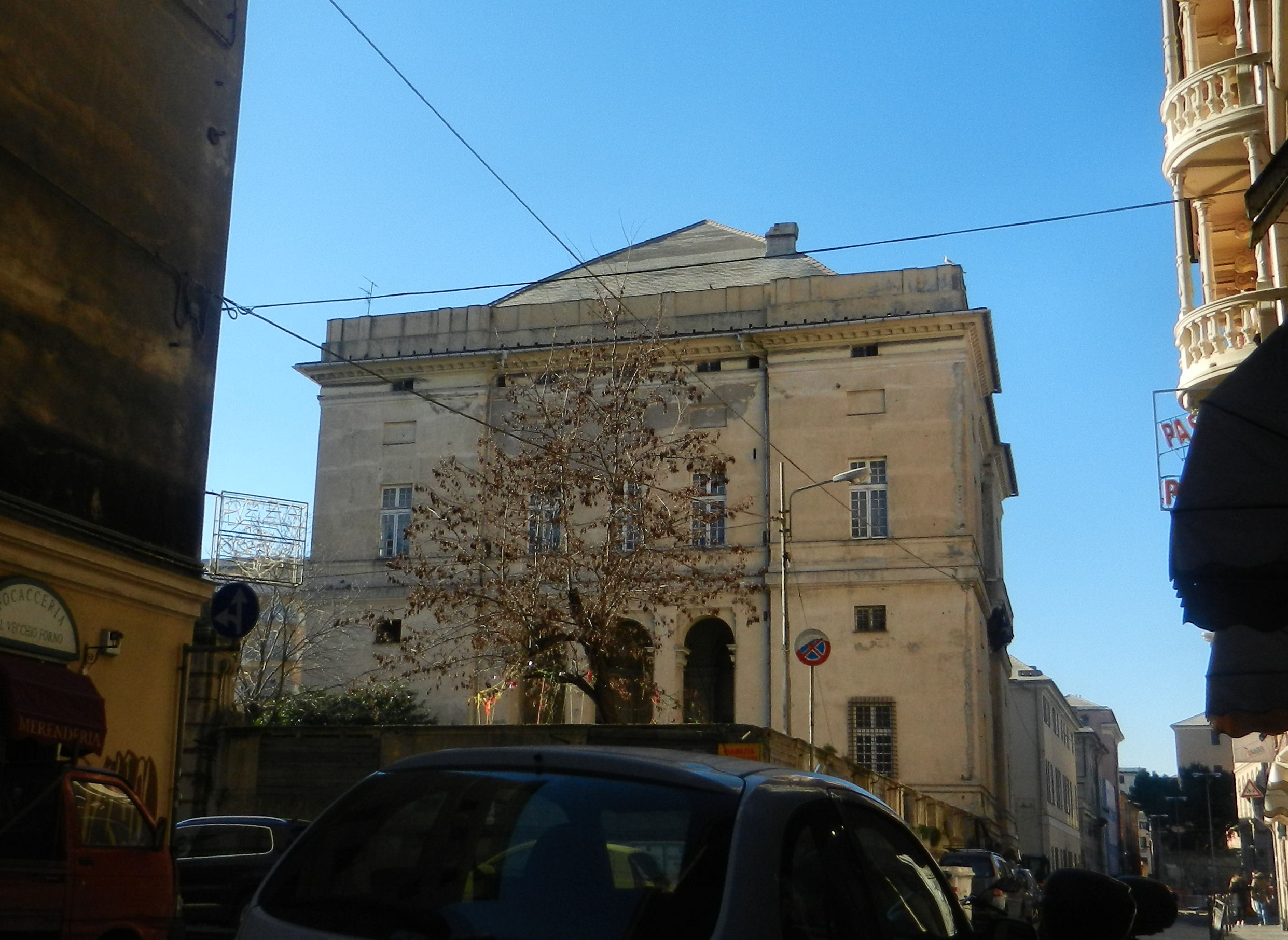
La facciata della villa

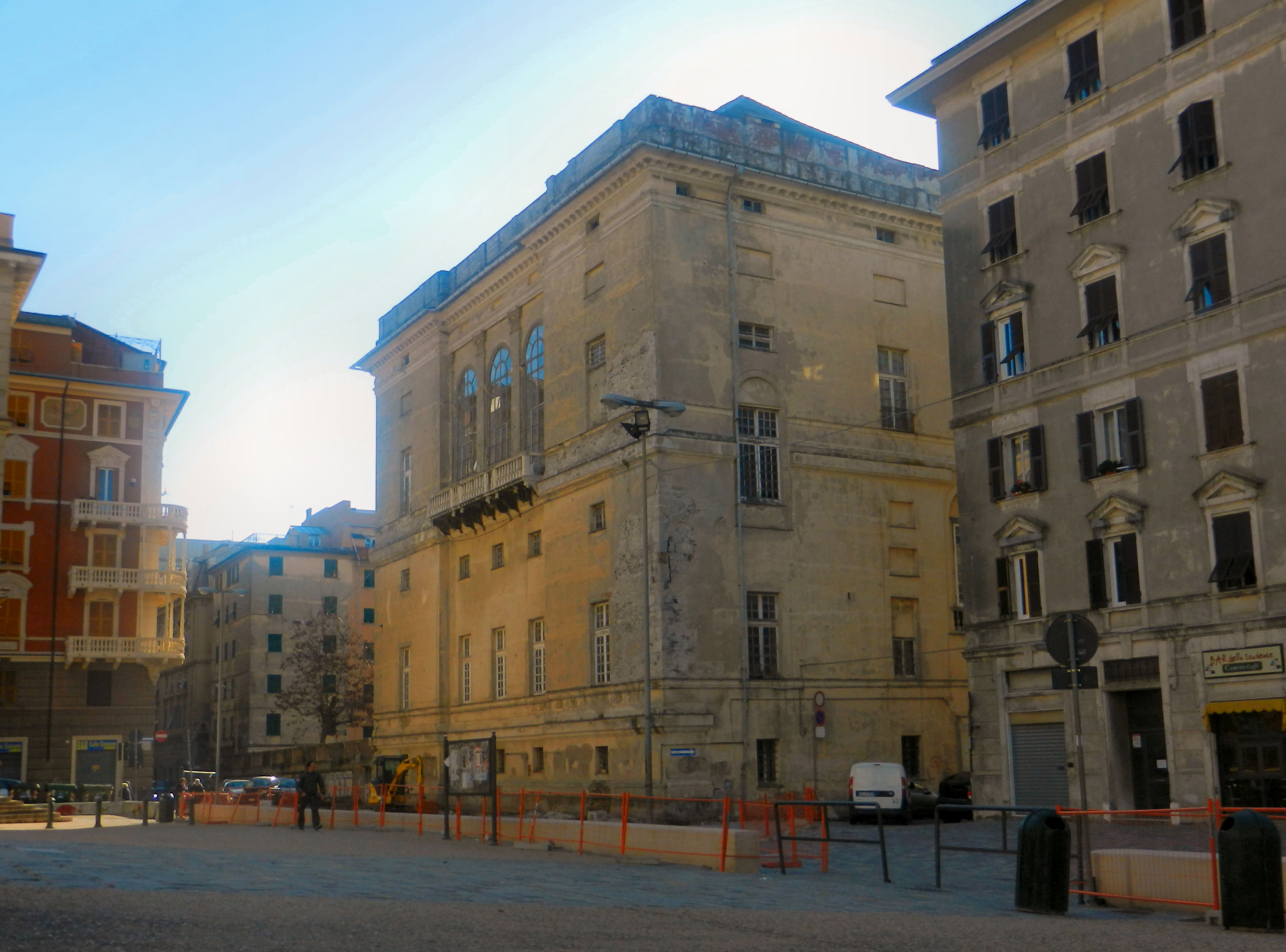
Il prospetto su via Nicolò Daste

La villa fu costruita negli anni sessanta del 1500 per il banchiere Giovanni Battista Grimaldi, all'epoca uno degli uomini più ricchi e influenti di Genova, su progetto del ticinese Bernardo Spazio che si ispirò per il suo progetto allo stile introdotto a Genova da Galeazzo Alessi, con il quale aveva collaborato, privilegiando però in questo caso la grandiosità della struttura architettonica piuttosto che gli elementi decorativi, peraltro non del tutto assenti nel progetto originario.
Morto lo Spazio nel 1564, i lavori furono affidati dapprima a Giovan Battista Castello, noto come "il Bergamasco", e infine dal 1567 portati a compimento da Giovanni Ponzello, che in quegli anni stava curando la costruzione della vicina villa degli Imperiale.
Alla morte di Giovanni Battista Grimaldi la villa passò al secondogenito Pasquale (mentre al primogenito Gio. Francesco fu assegnato il palazzo di famiglia di Genova, poi conosciuto come Palazzo della Meridiana). Nel Settecento ne è ancora documentata l'appartenenza alla famiglia Grimaldi.
Durante l'assedio di Genova del 1800 fu utilizzata come ospedale dalle truppe napoleoniche, fino a che queste riuscirono a mantenere il controllo del comune di Sampierdarena, pressate dagli austriaci. Intorno alla metà dell'Ottocento fu acquistata da Agostino Scassi, figlio dell'Onofrio Scassi che nel frattempo era divenuto proprietario della villa Imperiale, alla quale aveva legato anche il suo nome, conosciuta infatti in epoca moderna come Villa Scassi.
Il nuovo proprietario dopo averla affittata prima a un privato e poi all'Azienda delle Strade Ferrate, che la concesse provvisoriamente all'esercito come caserma, la diede in uso a una fabbrica di conserve alimentari Così la vide l'Alizeri nel 1875.
All'inizio del Novecento fu acquistata dal proprietario della fabbrica di conserve, e ancora era adibita a quest'uso nel 1923, quando fu posta sotto vincolo della Soprintendenza alle Belle Arti e l'anno dopo acquistata dal comune di Sampierdarena, che mise in opera alcuni restauri liberandola delle baracche abusive che negli anni le si erano addossate intorno; nel 1926, con la costituzione della Grande Genova, entrò a far parte del patrimonio del comune di Genova.
Parzialmente danneggiata dai bombardamenti della seconda guerra mondiale, fu restaurata nel dopoguerra e adibita a sede scolastica, ospitando nel tempo diversi istituti professionali e poi dal 1965 la scuola media intitolata al pittore sampierdarenese Nicolò Barabino; parziali lavori di manutenzione vennero avviati a partire dal 1983 quando la villa era sede della succursale dell'IPC "G. Casaregis", ma nel 2008 gli ingenti costi necessari per l'adeguamento alle norme di sicurezza previste per gli istituti scolastici ne determinarono la chiusura.
Nei successivi dieci anni, sebbene l'edificio non abbia avuto destinazioni d'uso specifiche, il cortile antistante è stato annualmente utilizzato come arena per trasmissioni cinematografiche all'aperto ed eventi teatrali.
Nel 2022 l'edificio è stato sottoposto a restauro completo con l'obiettivo di dedicarlo a spazio per istituzioni culturali o eventi pubblici. Dopo l'interessamento di un centro di alta formazione danese, il Copenhagen Institute of Interaction Design, i locali della villa sono stati assegnati all'Accademia Ligustica di Belle Arti, al Teatro Nazionale di Genova, e al centro sociale Zapata.

### Ospiti illustri
Nell'estate del 1607 Pasquale Grimaldi ospitò nella villa il Duca di Mantova Vincenzo Gonzaga accompagnato dal pittore Peter Paul Rubens che durante il suo soggiorno genovese acquisì i disegni di alcuni dei più bei palazzi di Genova, tra i quali la stessa "Fortezza", poi inseriti in un volume illustrato pubblicato ad Anversa nel 1622.
Nel 1745 vi alloggiò il duca di Modena Francesco III, giunto a Genova in veste di comandante dell'armata spagnola (sia la Repubblica di Genova che il Ducato di Modena erano alleati della Spagna nel contesto della guerra di successione austriaca che sconvolgeva l'Europa in quel tempo). Qui Gian Giacomo Grimaldi quasi sessantenne (1705-1777) ospito' Giacomo Casanova nel 1764 onde persuaderlo a lasciare la sua amante, Rosalie, in isposa a un suo conoscente (Histoire de ma vie Vol 7, libri 3 e 4).

## Descrizione

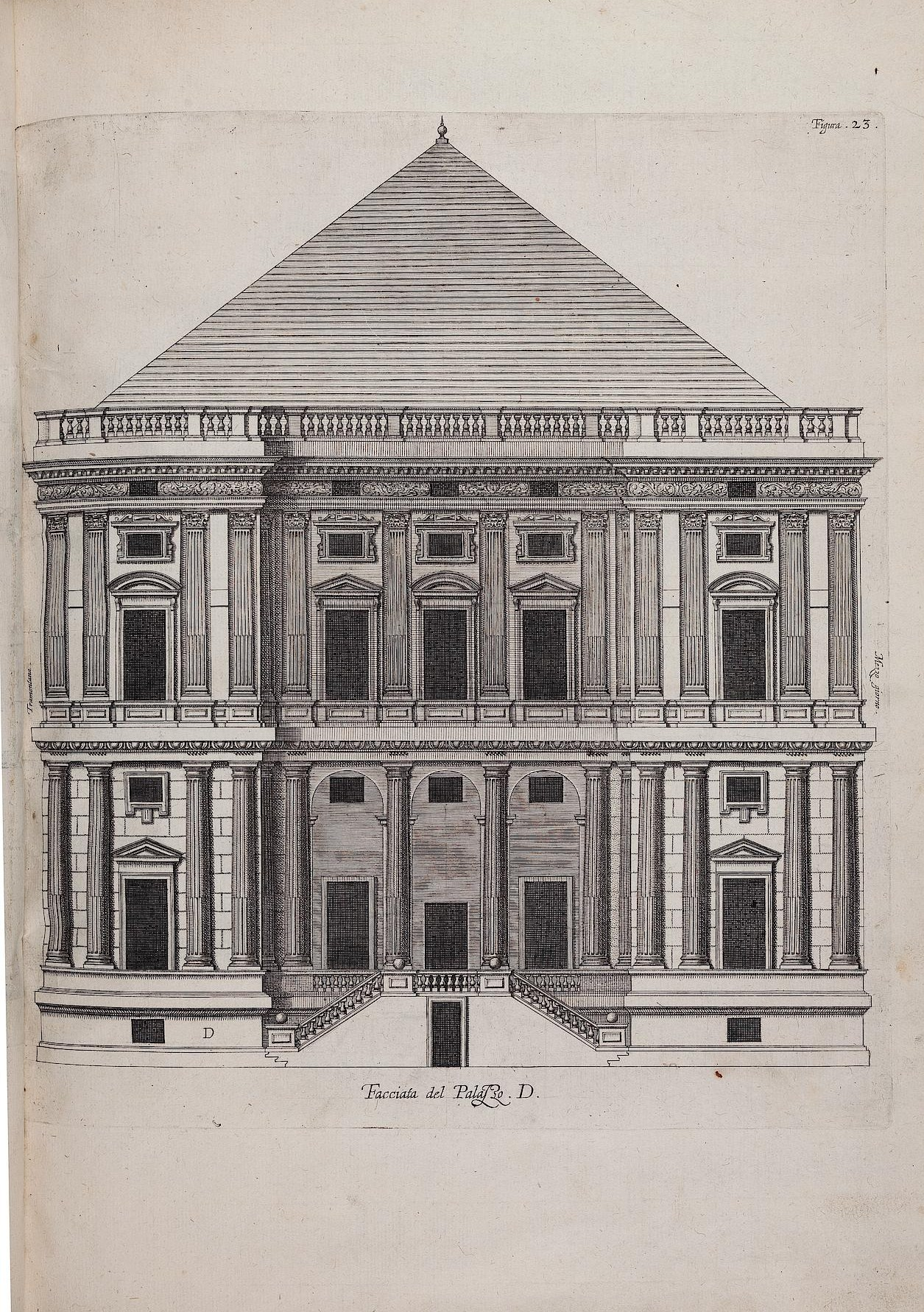
Il prospetto originale della villa nel disegno inserito da Rubens nel volume illustrato "Palazzi di Genova", in cui è identificata come "Palazzo D"

La villa fiancheggia quella che era allora la strada principale di Sampierdarena, l'attuale via Nicolò Daste, ma l'ingresso e la facciata principale sono rivolti verso una strada laterale, diretta verso la spiaggia, l'antica "Crosa larga", oggi via Palazzo della Fortezza, su cui si affacciavano terreni coltivi di proprietà dei Grimaldi. Oltre che dal volume di Rubens la villa è documentata anche nei disegni e nelle planimetrie di Martin Pierre Gauthier del 1818-1832.

### Esterno
La villa ha forma cubica, caratteristica dello stile dell'Alessi, di cui Bernardo Spazio era stato uno stretto collaboratore, ed è dotata di due logge, una al piano terreno nella facciata principale e una al piano nobile, orientata a nord, su via Daste.
La facciata era ornata da un affresco in chiaroscuro di Battista Perolli, andato perduto. Si presenta oggi con un aspetto severo e totalmente privo di decorazioni. L'ingresso, sopraelevato rispetto al piano stradale, è costituito da una loggia a tre fornici. Successivi rifacimenti hanno del tutto eliminato l'originaria decorazione con semi-colonne doriche al piano terra e lesene corinzie al piano superiore, come si poteva vedere dai disegni del Rubens. L'eliminazione dei decori ha evidenziato la struttura architettonica, severa ma al tempo stesso armoniosa, che ben giustifica l'appellativo di "Fortezza". Sulle altre facciate non ci sono decorazioni, ed eccezione della balaustra della loggia, anch'essa a tre fornici, posta sulla facciata nord, che si apre nel salone del piano nobile.

### Interno
Al piano terra dal loggiato d'ingresso si accede ad un ampio vestibolo, in fondo al quale ha inizio lo scalone che porta al piano nobile. Sotto lo scalone si trovava un grande bagno ottagonale, oggi scomparso, simile a quello realizzato dall'Alessi per il palazzo Grimaldi in Bisagno e tanto lodato dal Vasari.
Lo scalone disegnato dallo Spazio dà accesso alla loggia del piano nobile, da dove la vista spaziava verso le colline. La volta fu decorata da Battista da Carona (secondo alcuni in collaborazione con il fratello Andrea) con cassettoni in stucco ed altorilievi raffiguranti divinità marine realizzati su disegni di Luca Cambiaso. La loggia era priva di decorazioni e pitture alle pareti già nel progetto originale.
La loggia è collegata con un grande salone, con tre grandi finestre rivolte a sud, da dove un tempo lo sguardo spaziava fino al mare. Il salone, lungo 18 m e alto nove, è anch'esso privo di decorazioni e pitture, ma gli stipiti scuri in ardesia di porte e finestre sul fondo bianco delle pareti conferiscono all'ambiente una grande solennità.
Adiacenti al salone sono sei sale più piccole, tre per lato, le uniche che presentano affreschi nelle volte, oggi in cattivo stato di conservazione, opera del "Bergamasco" e del Perolli. I dipinti hanno in parte soggetto mitologico, con episodi dell'Iliade e dell'Eneide, altri rappresentano personaggi mitici dell'antica Roma.
La struttura interna della villa e le decorazioni sono state in parte compromesse dalle varie destinazioni d'uso della villa a partire dal XIX secolo, in particolare quando fu trasformata in fabbrica di conserve.

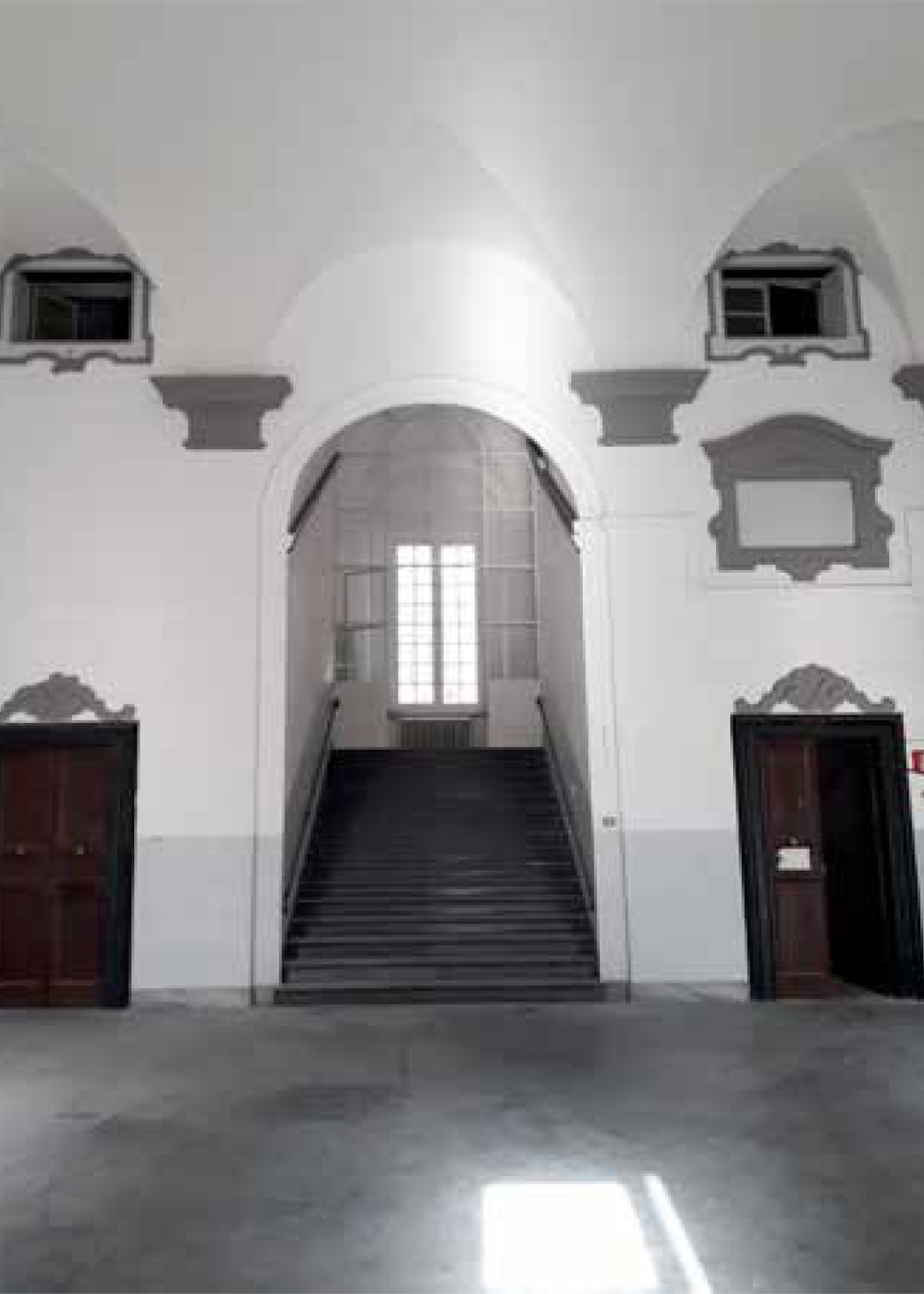
Vista della scala a volta, dal salone di ingresso, piano terra.
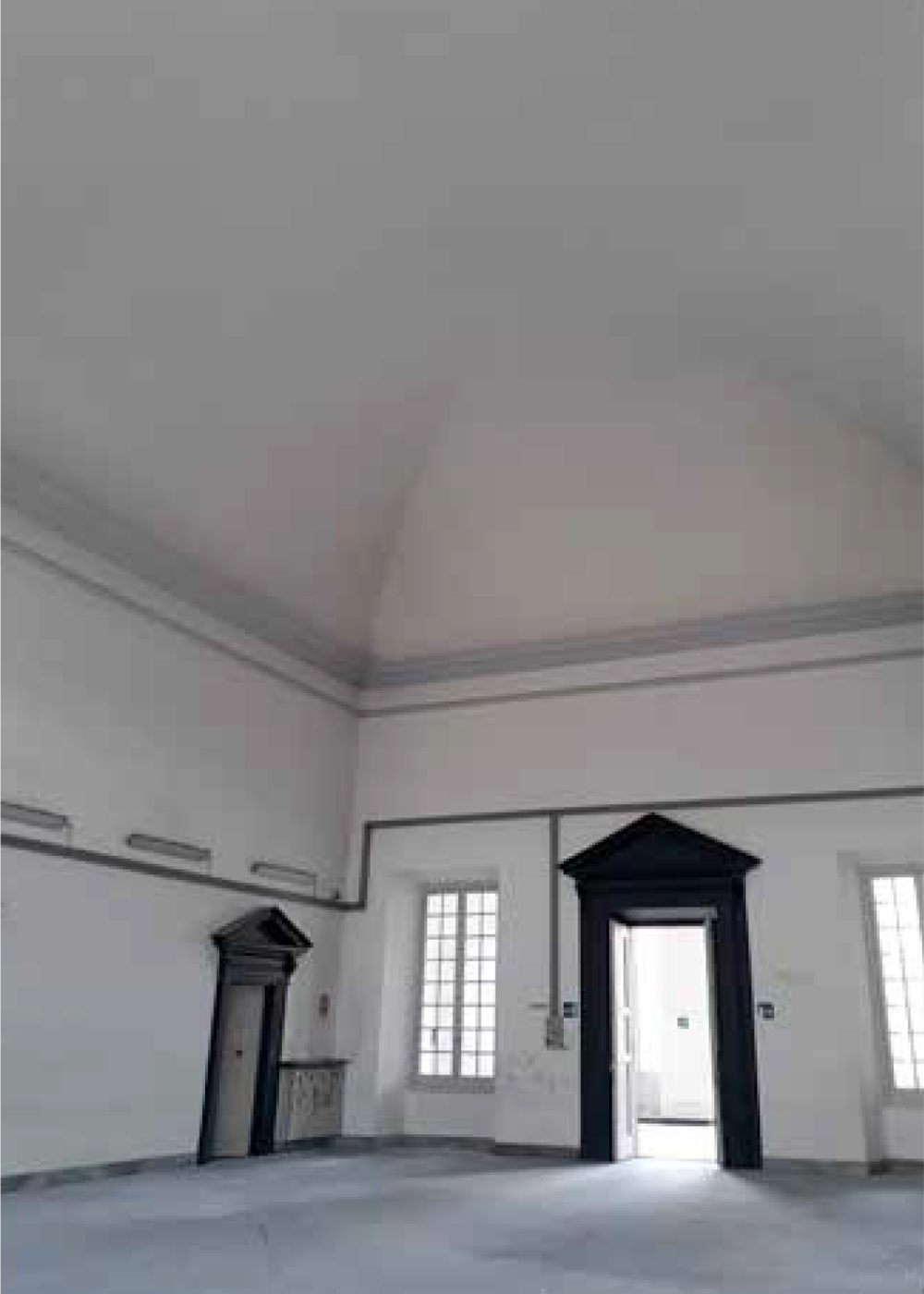
Vista della salone principale, primo piano.
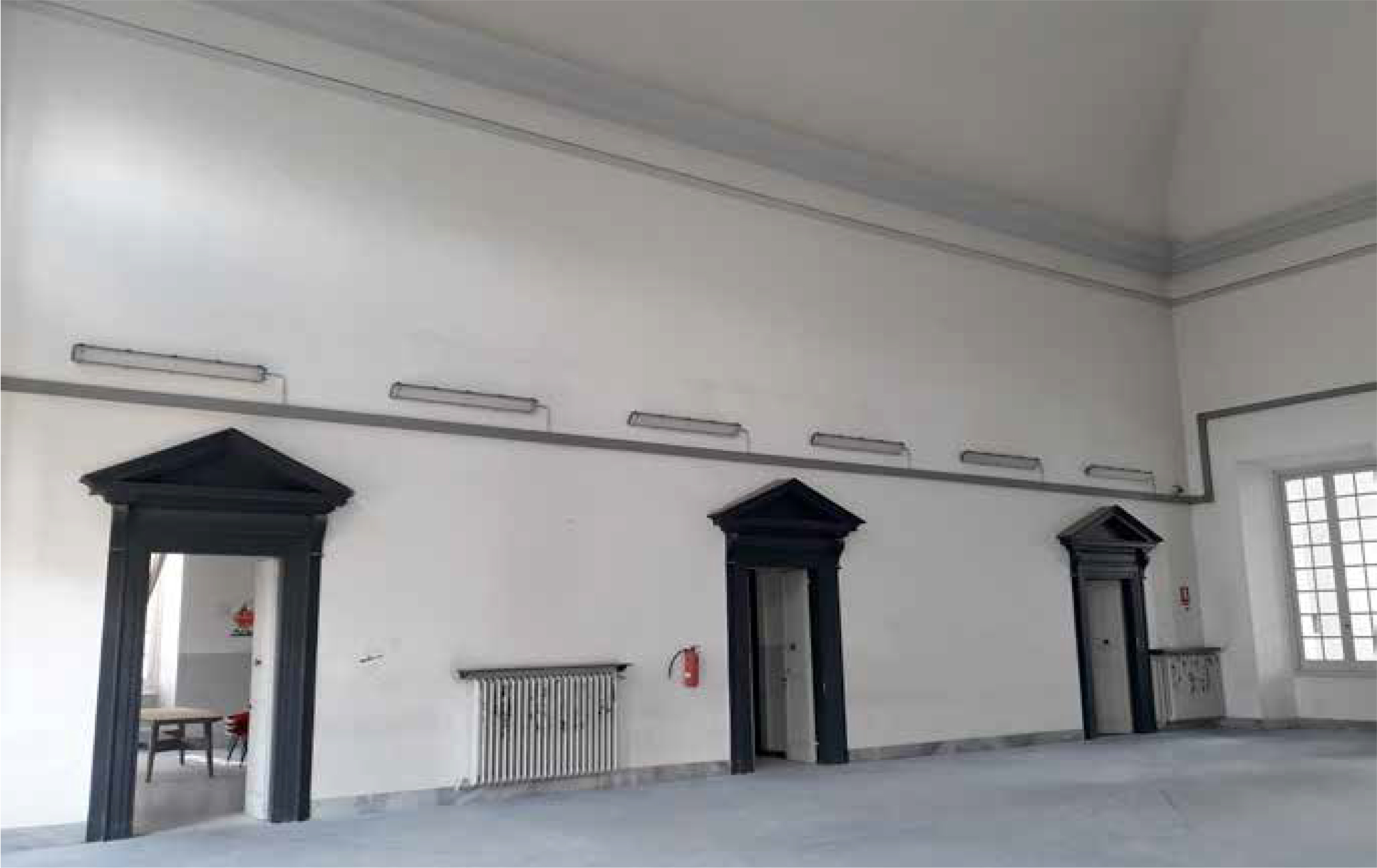
Vista del salone principale, primo piano.
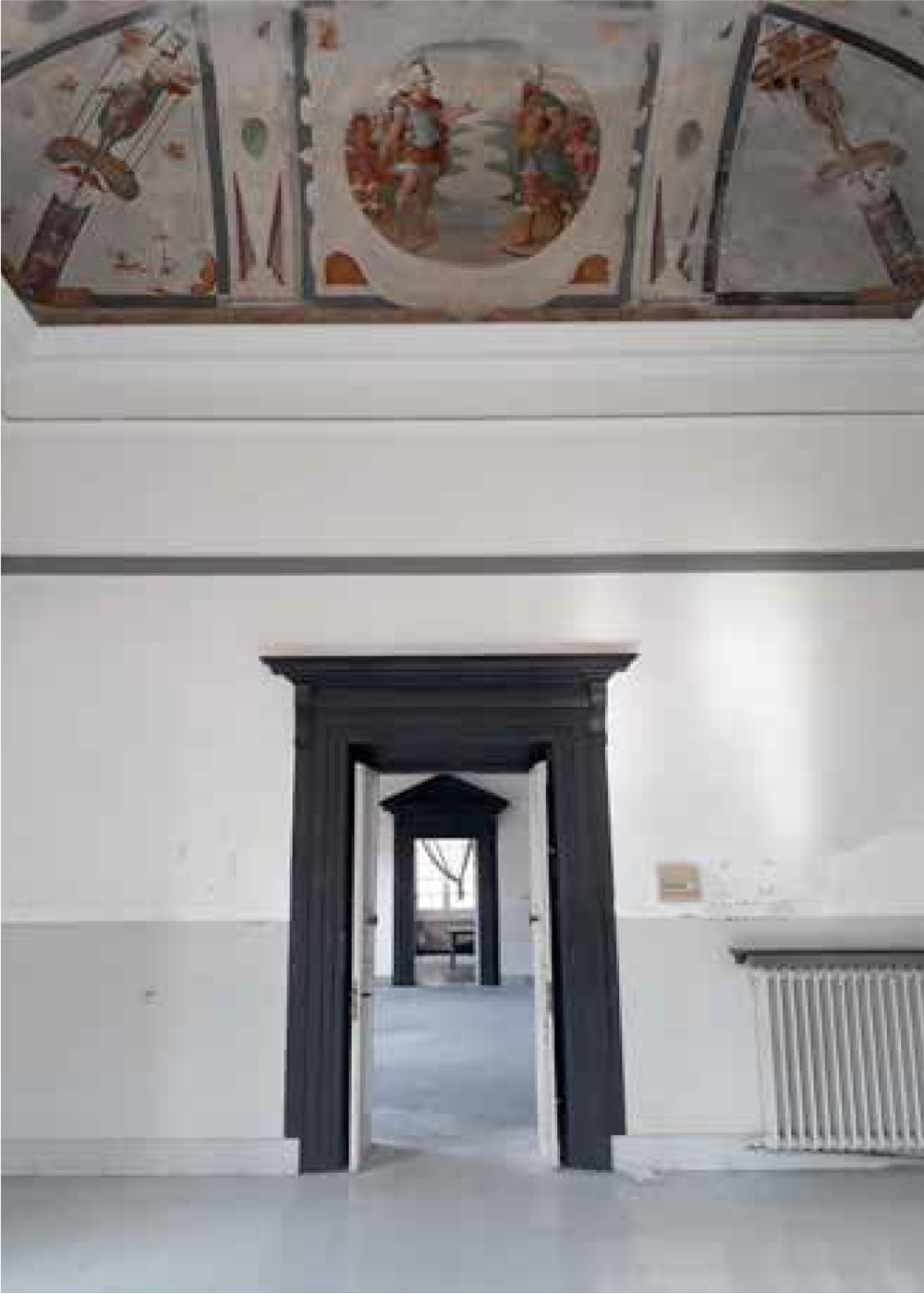
Vista di una delle stanze affrescate, con dettaglio delle decorazioni in ardesia sull'architrave della porta, primo piano.
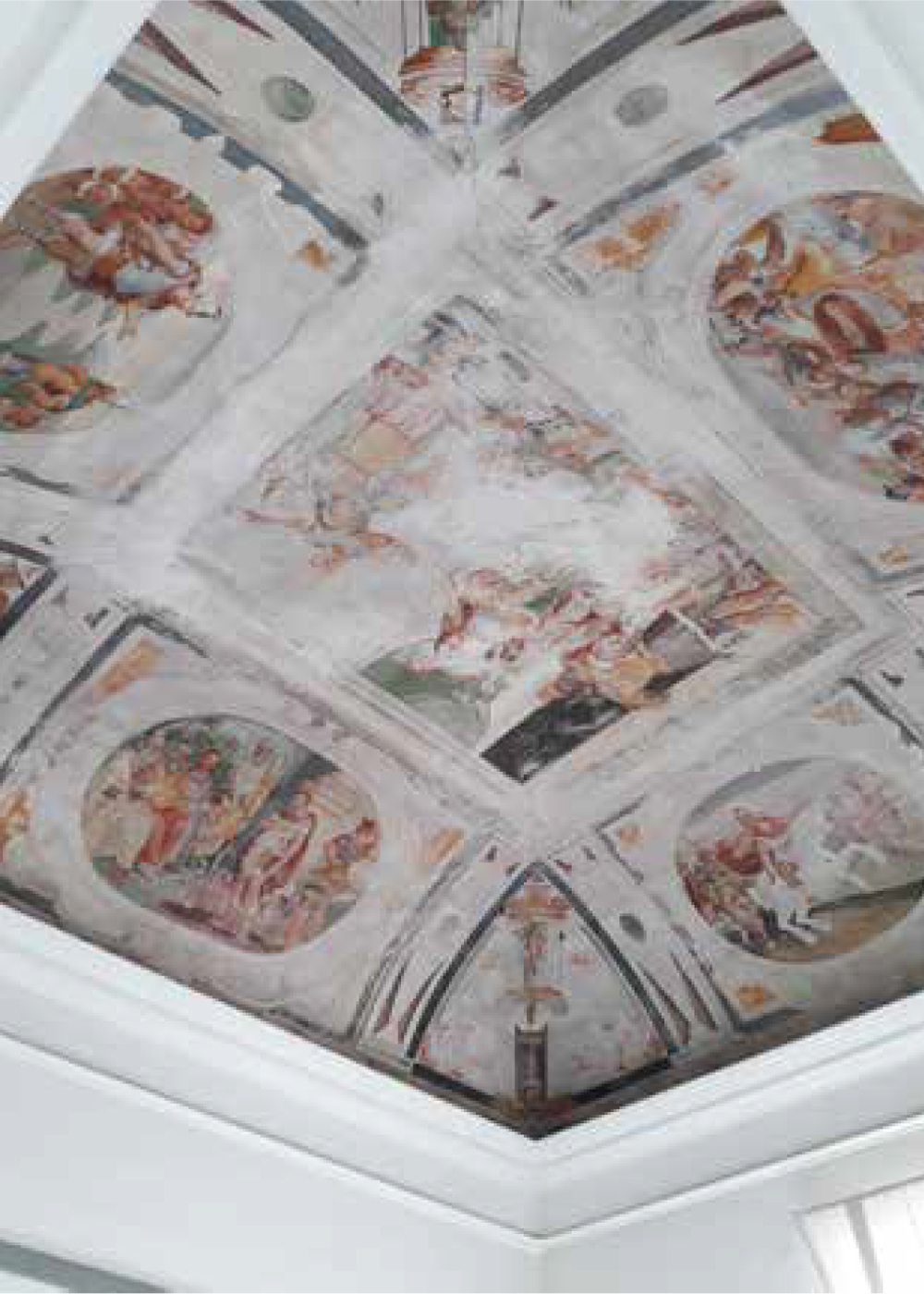
Vista del soffitto a volta affrescato, primo piano.
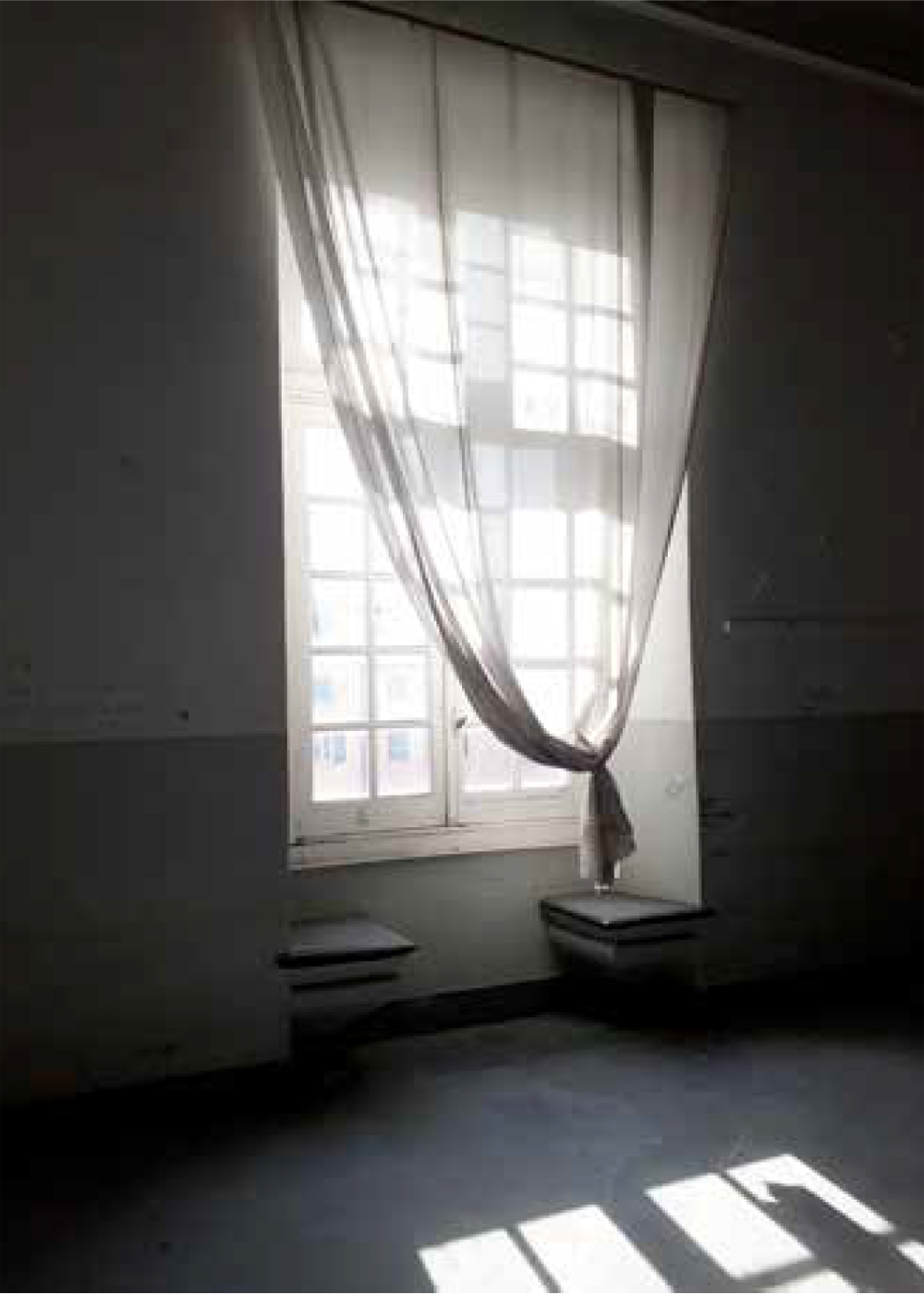
Vista di una finestra con decorazioni, primo piano
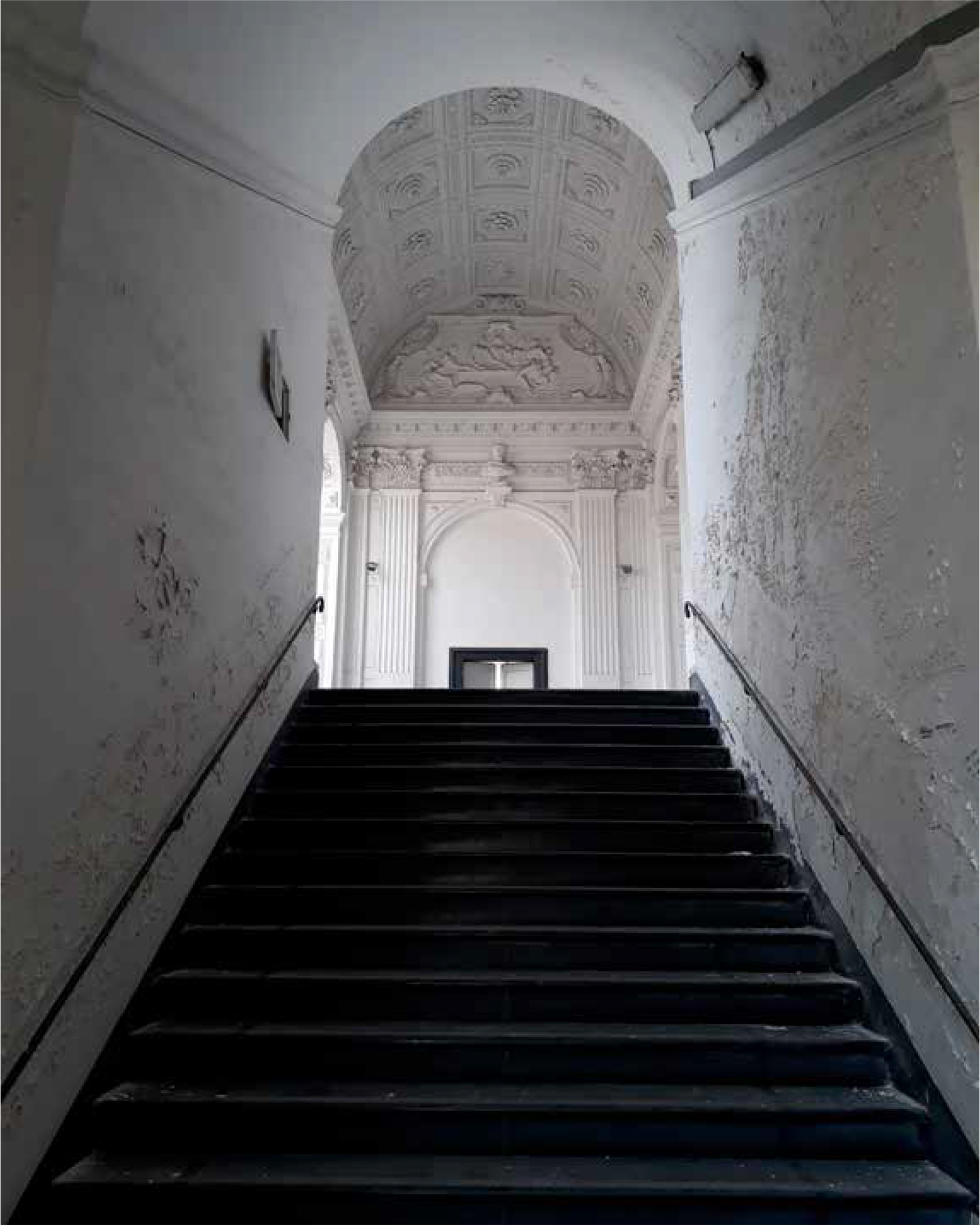
Vista dalla scala della loggia, lato nord, primo piano.
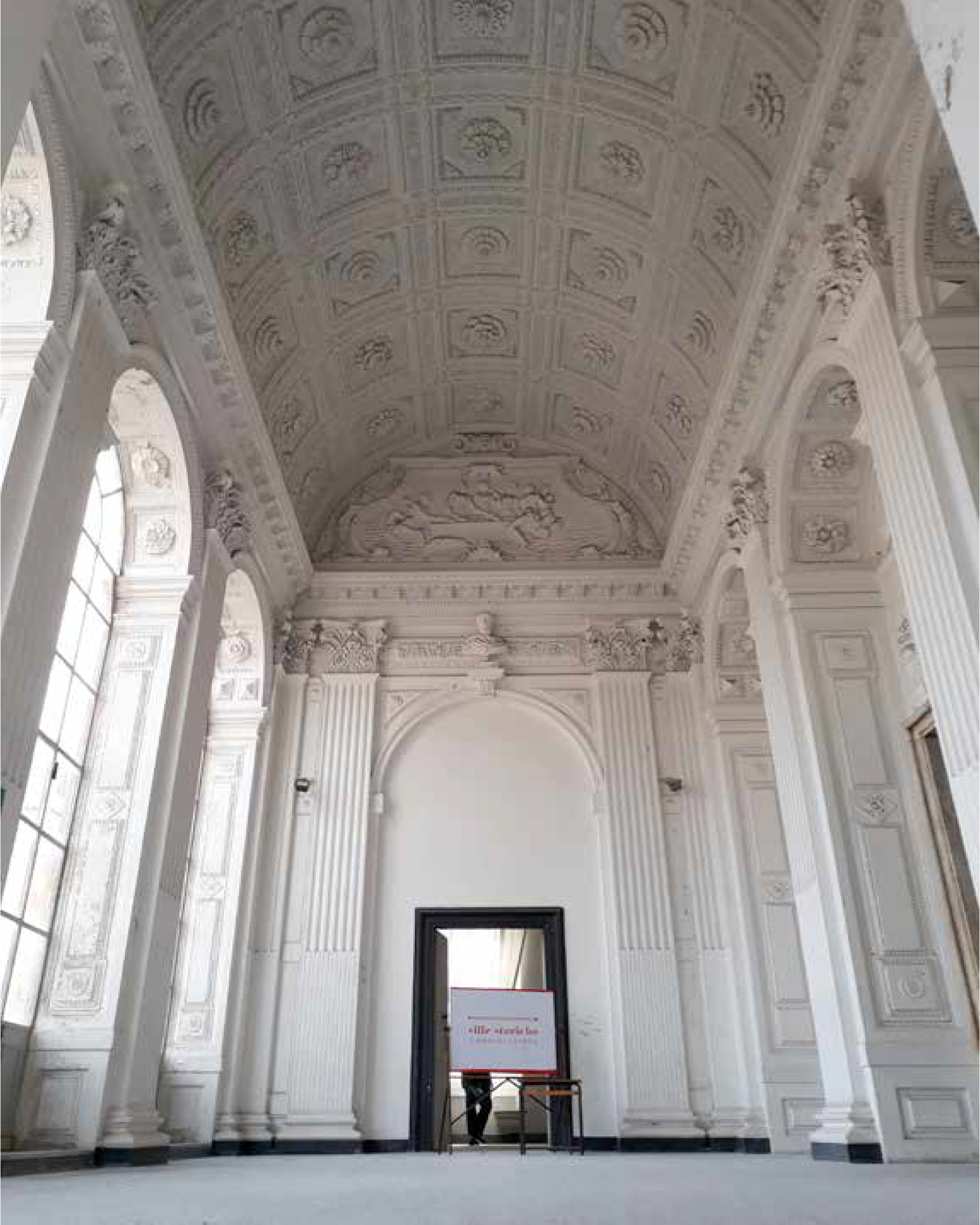
Vista della loggia a volta, con decorazione a stucchi, lato nord, primo piano.

### Giardino
In origine sul lato a sud del palazzo si trovava un vasto giardino che arrivava sino al mare. Dopo che la costruzione della ferrovia lo aveva diviso in due parti, fu lottizzato e del tutto edificato intorno alla metà dell'Ottocento. La distanza dal mare fu ulteriormente aumentata dalla creazione del porto di Genova.
Resta solo l'ampio cortile antistante all'ingresso, realizzato in posizione rialzata per superare il naturale dislivello del terreno.

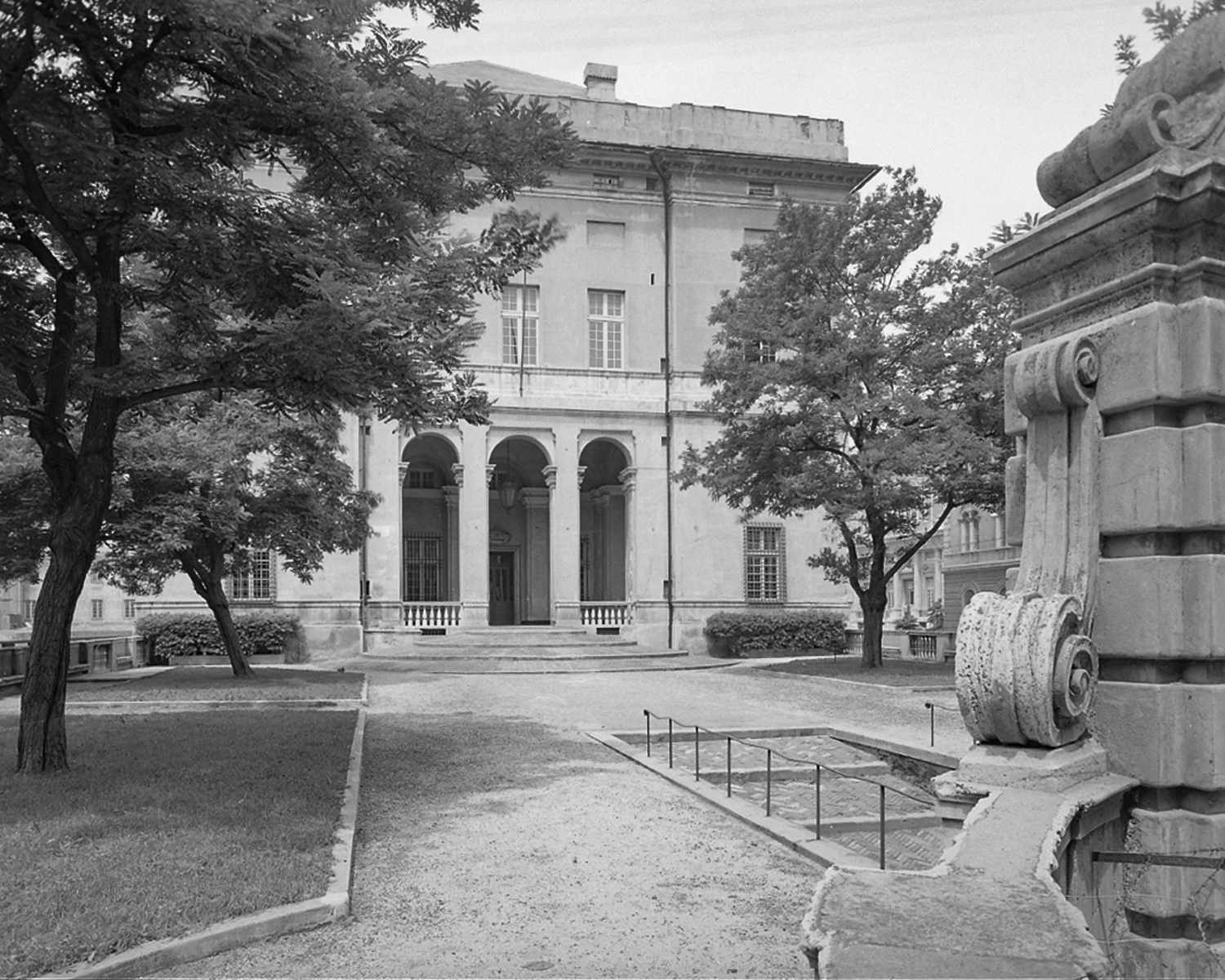
La facciata della villa con il cortile sopraelevato, in una fotografia di Paolo Monti del 1963